# Carlos Hernández Alarcón
Carlos Hernández Alarcón (Jaén, 15 de setembre de 1990) és un futbolista andalús que juga com a defensa central.

## Carrera esportiva
Nascut a Jaén, Hernández va acabar la seva formació amb el Real Jaén locals, pel que els seus principals debuts amb l'equip B a les lligues regionals. Va ser definitivament promogut a l'equip principal l'estiu de 2011, apareixent en 37 partits durant la seva primera temporada en què el club no va aconseguir promoure de Segona Divisió B.
El 14 juliol 2012 Hernández se'n va anar al Reial Saragossa, que va pagar 70.000 € pels seus serveis, Immediatament va ser destinat a les reserves, també a la tercera divisió.
El 9 d'agost de 2013 Hernández es va unir CE Sabadell FC, a Segona Divisió. Va jugar el seu primer partit com a professional el dia 18, amb els 90 minuts i marcant el segon gol del seu equip en la victòria per 4-0 a casa contra el RCD Mallorca.